# جيمس هودسون (لاعب كريكت)
جيمس هودسون (28 مارس 1972 بريدنغ في المملكة المتحدة - )  (بالإنجليزية: James Hodgson)‏ هو لاعب كريكت بريطاني. لعب مع Berkshire County Cricket Club ‏ وKent Cricket Board ‏.

## وصلات خارجية
- جيمس هودسون (لاعب كريكت) على موقع إي آس بي آن كريك إنفو (الإنجليزية)